# Ripley, Mississippi
Ripley là một thành phố thuộc quận Tippah, tiểu bang Mississippi, Hoa Kỳ. Năm 2010, dân số của thành phố này là 5 395 người.

## Dân số
- Dân số năm 2000: 5 478 người.
- Dân số năm 2010: 5 395 người.